# L’Association
L’Association ist ein französischer Comicverlag, der 1990 von den Comiczeichnern Jean-Christophe Menu, Lewis Trondheim, David B., Mattt Konture, Patrice Killoffer, Stanislas und Mokeït gegründet wurde. Ziel war ein unabhängiger Verlag, in dem die Zeichner selbst über die Inhalte bestimmen konnten. Mokeït verließ die Gruppe bald nach der Gründung, um sich mit Malerei zu beschäftigen.
Der Verlag widmet sich modernen Strömungen der franko-belgischen Comicszene und erlangte mit den Veröffentlichungen von Joann Sfar und Marjane Satrapi internationale Aufmerksamkeit und kommerziellen Erfolg. Die Anthologie Comix 2000 mit Beiträgen von 324 Autoren aus 29 Ländern erschien zur Jahrtausendwende Ende 1999.
Ab 1992 veröffentlicht L’Association das Magazin Lapin. 1993 fand die erste Sitzung des OuBaPo (Ouvroir de Bande-dessinée Potentielle; Werkstatt für potentielle Comics) mit Patrice Killofer statt. Der Name des Workshops lehnt sich an OuLiPo, einen literarischen Kreis um Raymond Queneau, an, dessen Mitglieder Literatur nach festen beschränkenden Regeln schufen. Die Comic-Arbeiten wurden ab 1997 im Magazin OuBaPo bei L’Association veröffentlicht. Das dritte Magazin L’Éprouvette widmet sich der Comictheorie und -kritik.